# Pedagogische Staatsuniversiteit van Biejsk
De Pedagogische Staatsuniversiteit van Biejsk (Russisch: Бийский педагогический государственный университет; Biejski pedagogitsjeski gosoedarstvenny oeniversitet), afgekort BPGOe (БПГУ), is een universiteit in de Russische naoekograd Biejsk in de kraj Altaj.
De universiteit werd gesticht in 1939 als een lerareninstituut op basis van een bestaande kweekschool en werd in 1953 een pedagogisch instituut. In 2000 kreeg het de status van universiteit. Een jaar later werd de universiteit vernoemd naar de Altajse filmmaker Vasili Sjoeksjin en kreeg daarom de toevoeging imeni V. M. Sjoeksjina (имени В. М. Шукшина).

## Faculteiten
- Faculteit voor Schone Kunsten en Ontwerp
- Faculteit der Vreemde Talen
- Faculteit Geschiedenis en Rechten
- Faculteit der Natuurlijke Geografie
- Faculteit der Filologie
- Faculteit voor Natuurkunde en Wiskunde
- Faculteit voor Psychologie
- Faculteit voor Technologie en Bedrijfskunde
- Muziek-Pedagogische Faculteit
- Pedagogische Faculteit